# لجنة إنجلترا الجديدة للتعليم العالي
لجنة إنجلترا الجديدة للتعليم العالي (NECHE) هي منظمة تطوعية غير ربحية تقوم باعتماد الجامعات والكليات العامة والخاصة في الولايات المتحدة وبلدان أخرى. حتى غييرت اللوائح الفيدرالية في 1 يوليو 2020، كانت واحدة من سبع منظمات اعتماد إقليمية يعود تاريخها إلى 130 عامًا. تعتبر الآن جهة اعتماد مؤسسية، معترف بها من قبل وزارة التعليم الأمريكية ومجلس اعتماد التعليم العالي.
مقرها الرئيسي في بورلينغتون (ماساتشوستس). اعتمدت أكثر من 200 مؤسسة في كونيتيكت وماين وماساتشوستس ونيو هامبشاير ورود آيلاند وفيرمونت.